# Salnyzja
Salnyzja (ukrainisch Сальниця; russisch Сальница Salniza, polnisch Salnikh/Salints) ist ein Dorf im Nordwesten der ukrainischen Oblast Winnyzja mit etwa 1700 Einwohnern (2021).

## Geschichte
Das im 16. Jahrhundert am „Schwarzen Weg“, eine der Straßen, die die Tataren auf ihren Raubzügen nach Wolhynien nutzen, gegründete Dorf erhielt 1607 das Magdeburger Stadtrecht. Während des Chmelnyzkyj-Aufstandes wurde die Stadt im Juni 1648 von Saporoger Kosaken unter der Führung von Maksym Krywonis erobert und fast vollständig zerstört, kam aber nach dem 1652 geschlossenen Vertrag von Sboriw erneut an Polen-Litauen und wurde zu Beginn des 18. Jahrhunderts wiederaufgebaut und befestigt. 1722 wurden der Stadt ihre 1607 verliehenen Privilegien vom polnischen König bestätigt. Am 25. und 26. April 1786 griffen russische Truppen, die sich auf dem Weg von Ljubar nach Chmilnyk befanden, die Stadt an und lieferten sich einen Kampf mit den polnischen Truppen. Am 5. Juni 1792 wurden die Privilegien von 1607 erneut bestätigt und nach dem Russisch-Polnischen Krieg von 1792 kam die Stadt nach der Zweiten Teilung Polens 1793 an das Russische Kaiserreich. 1831 hob der russische Kaiser Nikolaus I. das Magdeburger Stadtrecht für Salnyzja auf und die Ortschaft sank, auch durch den Verlust ihrer strategischen Bedeutung, bis zum Beginn des 20. Jahrhunderts zu einem großen Dorf herab.

## Geografische Lage
Die Ortschaft liegt auf einer Höhe von 274 m am Ufer der 18 km langen Salnyzka (Сальницька), die hier in die Snywoda (Снивода), einen 58 km langen, linken Nebenfluss des Südlichen Bug mündet. Salnyzja befindet sich 27 km nördlich vom Rajonzentrum Chmilnyk und 80 km nordwestlich vom Oblastzentrum Winnyzja.
Am 12. Juni 2020 wurde das Dorf ein Teil der neugegründeten Landgemeinde Ulaniw, bis dahin bildete es zusammen mit dem Dorf Hnatiwka (Гнатівка) die gleichnamige Landratsgemeinde Salnyzja (Сальницька сільська рада/Salnyzka silska rada) im Norden des Rajons Chmilnyk.